# Roman Muranyi
Roman Józef Muranyi (ur. 9 sierpnia 1929, zm. 24 października 2014) – działacz organizacji młodzieżowych w PRL (Związku Młodzieży Polskiej i Związku Harcerstwa Polskiego), harcmistrz, dziennikarz, publicysta.

## Życiorys
Działalność harcerską rozpoczął tuż po wojnie w 7 Drużynie Harcerskiej i „Czarnej Trzynastce”. W 1946–1947 był drużynowym Gromady Zuchowej „Skrzaty”, w 1948–1949 namiestnikiem zuchowym w Hufcu Kraków-Wawel oraz instruktorem Komendy Chorągwi Krakowskiej Harcerzy. W 1947 otrzymał pierwszy stopień instruktorski, a w 1949 – stopień podharcmistrza. 
Był etatowym funkcjonariuszem Urzędu Bezpieczeństwa i ZMP. W Organizacji Harcerskiej ZMP i OHPL pełnił funkcje w Wydziale Szkolno-Harcerskim, od 1955 był dyrektorem Szkoły Organizacyjnej Zarządu Głównego ZMP w Łodzi, był członkiem Komendy Głównej OHPL. 
Był współorganizatorem Zjazdu Łódzkiego (Krajowego Zjazdu Działaczy Harcerskich) w 1956. Wszedł w skład nowych władz reaktywowanego ZHP – był komendantem Centralnego Ośrodka Kształcenia Instruktorów Harcerskich w Skolimowie (1957–1960), członkiem Naczelnej Rady Harcerskiej (1958–1963) i komendantem Chorągwi Warszawskiej (1960–1965, funkcję tę objął po Antoninie Guryckiej, wywodzącej się z Szarych Szeregów, w ramach zmian składów komend przeprowadzanych z inspiracji komitetów partyjnych). W 1957 otrzymał stopień harcmistrza, a w 1969 – harcmistrza Polski Ludowej.
Pracował w szkolnictwie wyższym, w Polskim Radiu i w Telewizji Polskiej, autor licznych publikacji w prasie i radiu, w 1981–1991 był starszym redaktorem w PAI „Interpress”. Przez kilka lat sprawował funkcję naczelnika Miasta i Gminy Konstancin-Jeziorna. Według niektórych źródeł był również dyplomatą.

### Publicystyka
W latach 1983–1990 był przewodniczącym Komisji Historycznej Chorągwi Stołecznej, a następnie jej członkiem. Był współtwórcą „Biuletynu Historycznego Chorągwi Stołecznej” w formie broszurowej, rozszerzonej w stosunku do wcześniejszej wersji gazetowej, i w latach 1983–1987 jego redaktorem naczelnym. W latach 90. XX wieku współpracownik miesięcznika „Czuwaj”. Był współorganizatorem i w 2000–2012 wiceprezesem Ogólnopolskiego Klubu Autorów i Dokumentalistów (Opracowań) Historii Harcerstwa „Gniezno 2000” oraz jednym z redaktorów „Rocznika historii harcerstwa”. Uczestniczył w pracach zespołu, który opracował dwutomowe biograficzne wydawnictwo „Instruktorzy w służbie Ojczyźnie, Warszawie, Dziecku 1945–2000” (2002, 2004).
Jako publicysta i dokumentalista harcerski wielokrotnie wypowiadał się w sposób gloryfikujący harcerstwo w PRL i podający w wątpliwość kompetencje jego krytyków oraz szaroszeregowych i niepodległościowych działaczy harcerskich i dokumentalistów, np. Stanisława Broniewskiego „Orszy”, Ryszarda Jakubowskiego, a jednocześnie wychwalający kontrowersyjnych instruktorów, wieloletnich współpracowników Służby Bezpieczeństwa: historyka harcerstwa Kazimierza Koźniewskiego i Wiktorii Dewitzowej, odpowiedzialnej za usuwanie z ZHP przedwojennych instruktorów i wprowadzenie w 1964 tekstów Prawa i Przyrzeczenia Harcerskiego, które zrywało z ideałami służby Bogu, Polsce i bliźniemu. Kwestionował skalę działań antykomunistycznych w harcerstwie, w tym II konspiracji harcerskiej (antysowieckiej).

## Odznaczenia
Odznaczony m.in. Krzyżem Kawalerskim Orderu Odrodzenia Polski, Złotym Krzyżem Zasługi, Złotym Krzyżem „Za Zasługi dla ZHP”, Złotą Honorową Odznaką „Za Zasługi dla Warszawy”, laureat Nagrody Ministra Obrony Narodowej.

## Życie prywatne
Jego syn, również Roman, był szefem Narodowego Banku Nasion Polskich Roślin Chronionych i Ginących w Ogrodzie Botanicznym PAN w Powsinie.